# Anno (Austrian Newspapers Online)
Anno (Austrian Newspapers Online) este forma digitalizată online în internet a bibliotecii naționale austriece ÖNB, în care se pot găsi date prețioase căutate de cititorii ziarelor  mai importante din presa austriacă ca Wiener Zeitung.